# Spårvidd 900 mm
900 mm är en ganska ovanlig spårvidd på järnvägsspår. Spårvidden räknas som smalspår för att den är mindre än normalspåren med en spårvidd av 1 435 mm. Det är en aning större än det vanligare smalspåret i Sverige med 891 mm. Det har förekommit försäljning av fordon för 900 mm till Sverige, där man svarvat lite på hjulen för att förbättra inpassningen. Kalkindustrin i Klagshamn hade industrispår med 900 mm spårvidd.

## Spår- och järnvägar med 900 mm spårvidd iTyskland
- Bäderbahn Molli, Bad Doberan – Kühlungsborn
- Borkumer Kleinbahn, Borkum
- Halligbahn, Dagebüll – Langeneß
- Ett antal nedlagda banor i Tyskland

## Spår- och järnvägar med 900 mm spårvidd iPortugal
- Linha do Corgo mellan Régua och Chaves
- Spårvägen i Lissabon

## Järnvägar iFinland
- Rokua-järnvägen (Rokuan rautatie), Utajärvi

## Järnvägar iÖsterrike
- Pöstlingbergbahn, Linz –  Pöstlingberg

## Fler länder
Det har funnits järnvägar med denna spårvidd, som  nu är upprivna, i bland annat Australien, Irland, Island, Italien, Polen och Tjeckien.